# أنغ بانغ هينج
أنغ بانغ هينج هو لاعب كرة قدم صيني، ولد في 21 أغسطس 1980 في سنغافورة. لعب مع باليستيير خالسا ونادي تامبينس روفرز ووودلاندز ويلينغتون.

## وصلات خارجية
- أنغ بانغ هينج على موقع قاعدة بيانات كرة القدم.إي يو (الإنجليزية)
- أنغ بانغ هينج على موقع Soccerway.com (الإنجليزية)